# 江疏影
江 疏影（ジャン・シューイン、1986年9月1日 - ）は、中華人民共和国の女優。上海市出身。

## 経歴
1986年9月1日、上海市で生まれる。名前の「疏影」は、北宋の詩人林逋の『林和靖集』 の「山園小梅」にある一詩からとられている。2005年、テレビドラマ『飛花如蝶』の金鳳役で本格的に俳優デビュー。上海市商業学校を経て、2008年、上海戯劇学院を卒業。同年より英国のイースト・アングリア大学に留学。修士（伝媒経済学）号を取得。
2009年、『美女“如雲”』で映画初出演を果たした。2013年の映画『So Young〜過ぎ去りし青春に捧ぐ〜』で第8回アジア・フィルム・アワード最優秀新俳優賞、第5回万象国際華語映画祭最優秀助演女優賞を受賞。2018年には姚暁峰監督のドラマ『恋愛先生 MR･RIGHT』に主演し、挿入歌「下一個愛情」も歌っている。同年にはドニー・イェンが主演する映画『アイスマン 宇宙最速の戦士』に玉娘役として出演。2019年、小説『九州縹緲録』を脚色したドラマ『九州縹緲録〜宿命を継ぐ者〜』で宮羽衣役を演じた。2020年には米蘭ladyの原作『孤城閉』をテレビ時代劇化したドラマ『孤城閉〜仁宗、その愛と大義〜』に主演。同年、トン・ヤオ、マオ・シャオトンとドラマ『30女の思うこと 〜上海女子物語〜』で共演した。

## 私生活
2014年12月29日深夜、男優の胡歌（フー・ゴー）が、江疏影との恋愛を認めると発表した。2015年8月19日、江疏影はドラマ『好生活』のクランクイン発表会で胡歌との別れを認めた。

## 出演作品

### 映画
| 年度 | 題名                             | 役名               | 備考 |
| ---- | -------------------------------- | ------------------ | ---- |
| 2010 | 美女“如雲”                       | 如雲               |      |
| 2013 | So Young〜過ぎ去りし青春に捧ぐ〜 | ルアン・クアン     |      |
| 2013 | 色彩日記                         | Linda              |      |
| 2014 | 天上的菊美                       | 巴姆               |      |
| 2014 | 大宅男                           | 雅玲               |      |
| 2015 | 北京紐約                         | 施雨琴             |      |
| 2015 | 恋する都市 5つの物語             | ジャン・シャオベイ |      |
| 2015 | 奔跑吧有情人                     | 蘇敏               |      |
| 2016 | 悪人谷                           | 余真               |      |
| 2016 | コール・オブ・ヒーローズ 武勇伝  | パク・レン         |      |
| 2018 | アイスマン 宇宙最速の戦士        | ユーナン（玉娘）   |      |
| 2023 | 無名                             | ジャン             |      |

### テレビドラマ
| 年度   | 題名                                      | 役名               | 備考               |
| ------ | ----------------------------------------- | ------------------ | ------------------ |
| 2006   | 飛花如蝶                                  | 金鳳               |                    |
| 2007   | 奔跑吧有情人                              | 蘇敏               |                    |
| 2014   | 一僕二主                                  | 顧菁菁             |                    |
| 2014   | 五龍奇剣士                                | 米蘭               | 原作メタルカイザー |
| 2015   | 長大                                      | 陳曦               |                    |
| 2015   | 最高の元カレ                              | フー・ファンスー   |                    |
| 2016   | 旋風十一人                                | 裴朶               |                    |
| 2016   | 好先生                                    | 江莱               |                    |
| 2018   | 恋愛先生 MR･RIGHT                         | ルオ・ユエ         |                    |
| 2018   | メモリーズ・オブ・ラブ 〜花束をあなたに〜 | シン・チェン       |                    |
| 2019   | 九州縹緲録〜宿命を継ぐ者〜                | 宮羽衣             |                    |
| 2019   | マスターオブスキル 全職高手               | 陳果（チェングオ） |                    |
| 2020   | 我在北京等你                              | 盛夏               |                    |
| 2020   | 孤城閉〜仁宗、その愛と大義〜              | 曹丹姝             |                    |
| 2020   | 30女の思うこと 〜上海女子物語〜           | ワン・マンニー     |                    |
| 2020   | 二十不惑 Twenty Your Life On              | ワン・マンニー     | 友情出演           |
| 2021   | 掃黒風暴                                  | 黄希               |                    |
| 2022   | リーガル・クイーン                        | シュー・ジエ       |                    |
| 待機中 | 歓楽頌3                                   | 葉蓁蓁             |                    |